# سیارک ۷۷۰۶
سیارک ۷۷۰۶ (به انگلیسی: 7706 Mien، نامگذاری:1993FZ36) هفت هزار و هفتصد و ششمین سیارک کشف شده‌است که در ۱۹ مارس ۱۹۹۳ کشف شد.
قدر مطلق سیارک برابر ۱۴٫۰۰ است.